# Lilith

## În Biblie
Cuvântul lilith apare o singură
Isaia 34:14 Fiarele din pustie se vor întîlni acolo cu cînii sălbatici, și țapii păroși se vor chema unii pe alții. Acolo își va avea locuința năluca nopții, și își va găsi un loc de odihnă.
Judit Blair (2009) dovedește că, în ebraică aceasta înseamnă un tip de bufniță.

## În mituri evreiești
Conform legendei cabalistice, Dumnezeu ar fi creat pe Adam și pe Lilith din țărână ("Dumnezeu a făcut pe om după chipul Său, l-a făcut după chipul lui Dumnezeu; parte bărbătească și parte femeiască i-a făcut" - Genesa 1:27). După această părere neverificată biblic Eva ar fi venit după plecarea lui Lilith, aceasta fiind creată din coasta lui Adam ("Și omul a zis: <<Iată în sfârșit aceea care este os din oasele mele și carne din carnea mea! Ea se va numi -femeie-, pentru că a fost luată din om.>>" - Genesa 2:23). Se întelege foarte ușor din  această interpretare a Genezei că înainte de Eva a fost Lilith. Deoarece Eva este prezența substanțială a femeii în Rai, Lilith trebuia să fie îndepărtată din cadru înainte de sosirea acesteia. Lilith nu apare în Biblie; poate datorită prejudiciului adus de către autorii patriarhi care au modificat scrierile de-a lungul timpului. Lilith și Adam se iubeau foarte mult, dar când făceau dragoste, Lilith nu dorea să stea pe jos, cerând egalitate între sexe, intrând în conflict cu Adam. În urma conflictului, Lilith pleacă; o altă versiune spune că pronunțând în mod nepermis numele lui Dumnezeu YHWH (cu pronunție azi nesigură), este izgonită din Eden. Îl ia pe Șarpe (Diavolul) ca soț, răzbunându-se mai târziu pe Adam, facandu-l sa fie izgonit din Eden dupa ce acesta si Eva au gustat din fructul interzis
Până în secolul optsprezece, în multe culturi ale lumii era comună practica folosirii amuletelor împotriva lui Lilith. 
Aceste amulete se așezau deseori în cele patru colțuri ale camerei în care dormeau nou-născuții și aveau menirea să- i apere pe aceștia și pe mamele lor. Uneori se trasa un cerc magic în jurul patului nou-născutului, cerc pe care se scriau numele a trei îngeri însoțite de cuvintele : ” Alungată să fie Lilith ” sau ” Ferește acest copil de tot răul ”.
Dacă un copil râdea în somn, era semn că Lilith se afla în preajmă. Se credea că un bobârnac ușor pe nasul copilului făcea ca Lillith să dispară. 
Lilith este un demon feminin al nopții, prințesă a Iadului, care se presupune că zbura în căutarea pruncilor pentru a-i răpi sau strangula. 
În mitologia evreilor, se spune că Lillith a fost prima soție a lui Adam. 
O altă variantă ar fi că Dumnezeu i-a creat pe Adam și pe Lilith ca frați gemeni. Lilith a cerut să fie egală cu Adam, însă încercările sale au eșuat, ea părăsindu-l în final pe Adam. În mitologia musulmană se spune că după ce l-a părăsit pe Adam, Lilith s-a împerecheat cu Satan. 
Altă versiune o prezintă pe Lilith că fiind prima soție a lui Adam, înainte de Eva. Adam s-a căsătorit cu ea pentru că obosise să se acupleze cu animalele (zoofilie). El a încercat să o determine pe Lilith să stea sub el în timpul actului sexual, însă aceasta a refuzat, nesatisfăcându-i nevoia de dominație. L-a blestemat pe Adam și l-a părăsit, îndreptându-se către casa ei de lângă Marea Roșie. Adam s-a plâns lui Dumnezeu, care a trimis trei îngeri, pe Sanvi, Sansanvi și Semangelaf, pentru a o aduce pe Lilith înapoi în Eden, însă aceasta i-a sfidat pe cei trei îngeri, blestemându-i. Cât timp a petrecut la Marea Roșie, Lilith devenise amanta demonilor, făcând câte 100 de copii în fiecare zi. Cei trei îngeri spuneau că Dumnezeu îi va lua toți acești copii dacă nu se va reîntoarce la Adam. Din nou Lilith a refuzat, fiind pedepsită ca atare. 
Acesta a fost momentul în care Dumnezeu i-a dăruit-o lui Adam pe Eva, cea cuminte și supusă, exact opusul lui Lilith. 
Se mai spune că atracția malefică lui Lilith față de copiii nou-născuți vine de la faptul că proprii săi copii făcuți cu demonii au fost luați de către Dumnezeu în urma refuzului său de a se reîntoarce la Adam. Cei trei îngeri trimiși au forțat-o (?) pe Lilith să jure că ori de câte ori va întâlni numele sau chipurile lor pe amulete, va renunța la a face rău celor care le poartă. 
Se fac speculații pe seama faptului că s-ar putea să existe o legătură între Lillith și Lenith(?) , o divinitate a etruscilor, ce nu avea chip și aștepta la poarta Lumii de Dincolo împreună cu Hecate și Persephona, pentru a primi sufletele celor morți. 
Lilith a mai fost asemănată cu figuri mitologice și legendare cum ar fi Regina din Saba sau Elena din Troia. 
De asemenea, în Europa medievală, Lilith a fost descrisă că soție, amantă sau bunică lui Satan. 

## Legături externe
- Jewish Encyclopedia: Lilith
- Collection of Lilith information and links by Alan Humm
- International standard Bible Encyclopedia: Night-Monster